# NGC 1568
NGC 1568 je galaksija u zviježđu Eridanu.

## Vanjske poveznice
- SEDS: NGC 1568